# Hruška (rod)
Hruška (znanstveno ime Pyrus) je rod dreves oz. njegov sadež, ki je pri nekaterih vrstah užiten. 
Rod izvira iz zmernih območij Starega sveta od zahodne Evrope in severne Afrike na vzhod preko vse Azije. Drevesa so srednje velikosti, dosežejo višino 10-17 metrov in imajo visoko, ozko krošnjo. Nekaj vrst je grmovnih. Listi so izmenično razporejeni, enostavni, 2-12 cm dolgi, pri nekaterih vrstah svetleče zeleni, pri drugih gosto srebrno dlakavi. Oblika listov sega od široko ovalne do ozko suličaste. Večina hrušk je listopadnih, ena ali dve vrsti v jugovzhodni Aziji pa sta zimzeleni.